# Pesca miracolosa

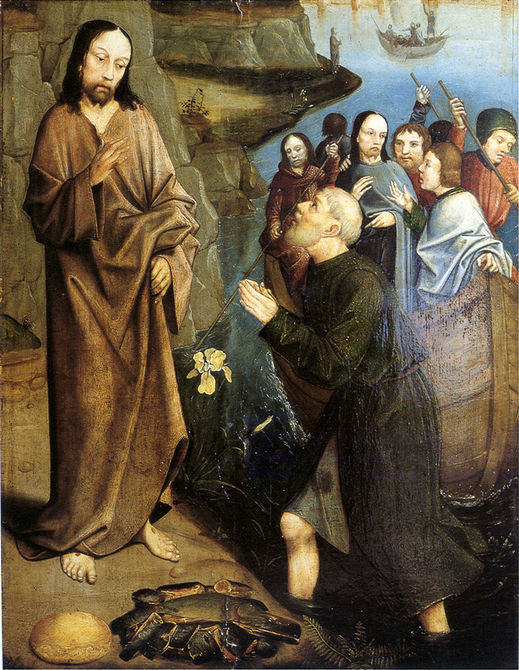
Terza apparizione di Cristo.

La pesca miracolosa è un miracolo di Gesù descritto nel vangelo secondo Luca e nel vangelo secondo Giovanni e compiuto in due distinte occasioni, prima e dopo la sua risurrezione. 

## Prima pesca miracolosa
Il Vangelo secondo Luca racconta una pesca miracolosa, ponendola all'inizio del ministero di Gesù. Egli si trovava presso il lago di Genesaret e predicava alla folla, che gli faceva ressa intorno per ascoltare la parola di Dio. Gesù vide due barche ormeggiate alla sponda; i pescatori erano scesi e lavavano le reti. Salì in una barca, che era di Simone, e lo pregò di scostarsi un poco da terra. Sedutosi sulla barca, si mise ad insegnare alla folla. Quando ebbe finito di parlare, disse a Simone: «Prendi il largo e calate le reti per la pesca». Simone rispose: «Maestro, abbiamo faticato tutta la notte e non abbiamo preso nulla; ma sulla tua parola getterò le reti». E avendolo fatto, presero una quantità enorme di pesci e le reti si rompevano. Allora fecero cenno ai compagni dell'altra barca, che venissero ad aiutarli. Essi vennero e riempirono tutte e due le barche al punto che quasi affondavano. Al veder questo, Simon Pietro si gettò alle ginocchia di Gesù, dicendo: «Signore, allontanati da me che sono un peccatore». Grande stupore infatti aveva preso lui e tutti quelli che erano insieme con lui per la pesca che avevano fatto; così pure Giacomo e Giovanni, figli di Zebedeo, che erano soci di Simone. Gesù disse a Simone: «Non temere; d'ora in poi sarai pescatore di uomini». Tirate le barche a terra, lasciarono tutto e lo seguirono.
Simone aveva già sperimentato l'efficacia della parola di Gesù quando questi aveva guarito sua suocera (Luca 4,38).

## Interpretazione teologica
La barca di Pietro, su cui è presente Cristo, rappresenta la Chiesa che fiduciosa si avventura nel mare della storia. 
Il testo presenta l'analogia fra il pescatore di pesci e il pescatore di cristiani, analogia presente in Luca 5,10, Marco 1,17 e Marco 4,19. Pesce in greco si dice ICHTHYS, che sarebbe poi divenuto l'acronimo di "Gesù Cristo figlio di Dio Salvatore". Nel brano Pietro riconosce Gesù come il Signore ("Signore, allontanati da me perché sono un peccatore").
Giovanni 21,10 precisa che pescarono 1t3 grossi pesci. All'epoca 153 era il numero di specie di pesci conosciute dai naturalisti. Il numero 153 indica la missione Apostolica di raccogliere la grande varietà di Popoli e razza umana e nell'unità della chiesa, simboleggiata dalunica rete che non si spezza, nonostante la grandissima quantità di pesci

## Seconda pesca miracolosa
Anche il Vangelo secondo Giovanni racconta una pesca miracolosa, ponendola dopo la risurrezione di Gesù. Dopo le prime due apparizioni a Gerusalemme, Gesù si manifestò di nuovo ai discepoli in Galilea, sul lago di Tiberiade. Simon Pietro si trovava insieme a Tommaso detto Dìdimo, Natanaèle di Cana di Galilea, i figli di Zebedeo e altri due discepoli. Disse loro Simon Pietro: «Io vado a pescare». Gli altri gli dissero: «Veniamo anche noi con te». Allora uscirono e salirono sulla barca; ma in quella notte non presero nulla. Quando già era l'alba Gesù si presentò sulla riva, ma i discepoli non si erano accorti che era lui. Gesù disse loro: «Figlioli, non avete nulla da mangiare?». Gli risposero: «No». Allora disse loro: «Gettate la rete dalla parte destra della barca e troverete». La gettarono e non potevano più tirarla su per la gran quantità di pesci. Allora quel discepolo che Gesù amava disse a Pietro: «È il Signore!». Simon Pietro, appena udì che era il Signore, si cinse ai fianchi la sopravveste, poiché era spogliato, e si gettò in mare. Gli altri discepoli invece vennero con la barca, trascinando la rete piena di pesci: infatti non erano lontani da terra se non un centinaio di metri. Scesi a terra, videro un fuoco di brace con del pesce sopra, e del pane. Disse loro Gesù: «Portate un po' del pesce che avete preso or ora». Allora Simon Pietro salì nella barca e trasse a terra la rete piena di centocinquantatré grossi pesci. E benché fossero tanti, la rete non si spezzò. Gesù disse loro: «Venite a mangiare». E nessuno dei discepoli osava domandargli: «Chi sei?», poiché sapevano bene che era il Signore. Allora Gesù si avvicinò, prese il pane e lo diede a loro, e così pure il pesce. Questa era la terza volta che Gesù si manifestava ai discepoli, dopo essere risuscitato dai morti.

## Opere d'arte
- Pesca miracolosa (Raffaello)